# Habropoda xizangensis
Habropoda xizangensis är en biart som beskrevs av Wu 1979. Habropoda xizangensis ingår i släktet Habropoda och familjen långtungebin. Inga underarter finns listade i Catalogue of Life.